# ديريك كينارد
ديريك كينارد (بالإنجليزية: Derek Kennard)‏ هو لاعب كرة قدم أمريكية أمريكي، ولد في 9 سبتمبر 1962 في ستوكتون في الولايات المتحدة.

## وصلات خارجية
- ديريك كينارد على موقع مرجع كرة القدم المحترفة.كوم (الإنجليزية)